# Phlegra lineata
Phlegra lineata là một loài nhện trong họ Salticidae.
Loài này thuộc chi Phlegra. Phlegra lineata được Carl Ludwig Koch miêu tả năm 1846.